# Cosmoledo
Cosmoledo és un atol del grup Aldabra i pertany a les Illes Exteriors de les Seychelles; es troba 1,029 km (639 mi) sud-oest de la capital, Victoria, a l'illa de Mahé.

## Història
El nom Cosmoledo es va aplicar en honor del navegador portuguès Cosmoledo, que formava part de la tripulació de Juan de Nova. Les illes Menai i Wizard van ser nomenades pels vaixells que van explorar l'atol en l'expedició Moresby el 1822. El 1878, el Sergent Rivers va visitar l'atol i va informar que a jutjar per les restes de tortugues a la platja, l'atol era visitat pels pescadors i baleners. Es va trobar una cabana destruïda i un "parc" de tortugues a Menai; una caseta a l'extrem sud de Wizard construïda a partir de les restes del Merry Monarch (naufragat l'abril de 1874), que havia estat cremada. Va informar que Menai estava pràcticament coberta amb alts manglars. Cosmoledo va ser poblada poc després d'això i un visitant el 1895, va destacar que hi havia 200-300 arbres de coco, blat de moro i cabres. Pel 1901 hi havia només dos homes a Menai, un a Wizard i quatre a North-East Island. L'explotació del guano a illa North-East s'estava desenvolupant el 1901, quan 120 tones havia estat mogudes. Uns anys després l'escorça dels manglars s'havia convertit en un important producte; era seca i s'exportava per taní. L'atol va ser habitat com estació de pesca i tortugues fins al 1992, quan va ser abandonada.

## Geografia
Cosmoledo és un atol pla de coral que té 17 km de longitud est-oest, i 12,5 km de nord a sud. La superfície de les illes és de 5,2 km², i la llacuna i l'escull tenen una superfície de 145 km². L'illa més propera és Astove a 35 km més al sud. La llacuna és de fins a 8,2 metres de profunditat. Geològicament, és un atol bessó de l'illa Astove, en el mateix basament volcànic que mesura 85 km de nord a sud i de 52 km d'est a oest i amb una profunditat de més de 4 km. Les dues illes de vegades es coneixen com el grup Cosmoledo. Els dos pics s'uneixen a una profunditat d'aproximadament 1 km. A diferència de la paret escarpada d'Astove, el mar cau gradualment a uns 50 metres sobre una distància de fins a un quilòmetre fins a arribar a 500 metres al voltant d'1,5 km. Hi ha dos principals passos que porten de l'oceà a la llacuna, un al nord-oest de l'Illa South i un altre (Grande Passe) entre l'illa Pagoda i l'illa Wizard. A la costa occidental, l'escull de roca és més elevat i forma figures que reflecteixen les ones de la mar i estan separades de les platges de sorra. Hi ha dunes de sorra al nord i al sud, i de fins a uns 10 metres.

### Llista d'illes
La Constitució de Seychelles anomena 20 illes encara que també hi ha a l'atol un nombre d'illots no esmentats.
|    | Illa            | Altre nom             | tipus | Unicació                                            | Àrea (hectàrees) | Línia de costa (km) | Llarg (km) | Ample (km) | Elevació (m) |
| 1  |                 |                       | cai   | 09° 40′ 00″ S, 47° 33′ 54″ E / 9.66667°S,47.56500°E | 0.22             | 0.20                | 0.07       | 0.03       | 0.00         |
| 2  | West North      | Île du Nord           | illa  | 09° 39′ 39″ S, 47° 34′ 20″ E / 9.66083°S,47.57222°E | 12.10            | 2.26                | 0.83       | 0.17       | 8.00         |
| 3  | Central North   | '                     | cai   | 09° 39′ 35″ S, 47° 34′ 46″ E / 9.65972°S,47.57944°E | 0.51             | 0.36                | 0.09       | 0.08       | 0.00         |
| 4  | East North      | Île Nord-Est          | illa  | 09° 39′ 48″ S, 47° 35′ 10″ E / 9.66333°S,47.58611°E | 6.30             | 1.40                | 0.37       | 0.45       | 0.00         |
| 5  |                 | '                     | cai   | 09° 40′ 06″ S, 47° 35′ 50″ E / 9.66833°S,47.59722°E | 0.47             | 0.38                | 0.09       | 0.09       | 0.00         |
| 6  |                 | '                     | cai   | 09° 40′ 28″ S, 47° 36′ 36″ E / 9.67444°S,47.61000°E | 0.42             | 0.29                | 0.05       | 0.06       | 0.00         |
| 7  | Trou            | Île du Trou           | cai   | 09° 41′ 19″ S, 47° 37′ 45″ E / 9.68861°S,47.62917°E | 0.32             | 0.30                | 0.13       | 0.04       | 0.00         |
| 8  | North Goëlettes | '                     | cai   | 09° 41′ 58″ S, 47° 38′ 40″ E / 9.69944°S,47.64444°E | 2.50             | 0.95                | 0.37       | 0.15       | 0.00         |
| 9  | South Goëlettes | '                     | cai   | 09° 42′ 07″ S, 47° 38′ 48″ E / 9.70194°S,47.64667°E | 0.29             | 0.33                | 0.15       | 0.03       | 0.00         |
| 10 | Grande Polyte   | '                     | illa  | 09° 43′ 14″ S, 47° 39′ 26″ E / 9.72056°S,47.65722°E | 27.70            | 4.00                | 0.21       | 1.64       | 0.00         |
| 11 | Petite Polyte   | '                     | illa  | 09° 43′ 46″ S, 47° 39′ 24″ E / 9.72944°S,47.65667°E | 1.68             | 0.59                | 0.20       | 0.10       | 0.00         |
| 12 | Wizard Island   | Grande Île            | illa  | 09° 45′ 00″ S, 47° 39′ 00″ E / 9.75000°S,47.65000°E | 160.40           | 9.60                | 3.6        | 0.56       | 17.00        |
| 13 | Pagode          | '                     | cai   | 09° 45′ 48″ S, 47° 36′ 24″ E / 9.76333°S,47.60667°E | 5.00             | 1.24                | 0.42       | 0.19       | 6.10         |
| 14 | South           | Île du Sud-Ouest      | illa  | 09° 46′ 13″ S, 47° 34′ 58″ E / 9.77028°S,47.58278°E | 42.30            | 6.5                 | 0.25       | 2.92       | 6.00         |
| 15 | Moustiques      | Île aux Moustiques    | illa  | 09° 43′ 57″ S, 47° 30′ 35″ E / 9.73250°S,47.50972°E | 1.90             | 0.66                | 0.24       | 0.11       | 0.00         |
| 16 | Baleine         | Île Baleine           | illa  | 09° 43′ 28″ S, 47° 30′ 40″ E / 9.72444°S,47.51111°E | 1.05             | 0.45                | 0.10       | 0.14       | 0.00         |
| 17 | Menai           | '                     | illa  | 09° 43′ S, 47° 31′ E / 9.717°S,47.517°E             | 246.80           | 10.05               | 1.10       | 3.18       | 12.20        |
| 18 | Bat             | Île aux Chauve-Souris | illa  | 09° 42′ 55″ S, 47° 31′ 15″ E / 9.71528°S,47.52083°E | 0.12             | 0.14                | 0.03       | 0.03       | 0.00         |
| 19 | Macaques        | Île aux Macaques      | illa  | 09° 42′ 17″ S, 47° 31′ 51″ E / 9.70472°S,47.53083°E | 0.55             | 0.33                | 0.06       | 0.10       | 0.00         |
| 20 | West Rat        | Île aux Rats          | illa  | 09° 42′ 20″ S, 47° 31′ 38″ E / 9.70556°S,47.52722°E | 0.08             | 0.12                | 0.03       | 0.05       | 0.00         |
| 21 | East Rat        | Île aux Rats          | illa  | 09° 42′ 19″ S, 47° 31′ 41″ E / 9.70528°S,47.52806°E | 0.11             | 0.15                | 0.04       | 0.02       | 0.00         |
| 22 | La Croix        | Ilot la Croix         | illa  | 09° 42′ 17″ S, 47° 31′ 42″ E / 9.70472°S,47.52833°E | 0.22             | 0.22                | 0.05       | 0.06       | 0.00         |
| 23 | Observation     | '                     | illa  | 09° 42′ 14″ S, 47° 32′ 09″ E / 9.70389°S,47.53583°E | 0.46             | 0.33                | 0.05       | 0.10       | 0.00         |
| 24 | Middle          | Îlet Milieu           | illa  | 09° 42′ 10″ S, 47° 32′ 14″ E / 9.70278°S,47.53722°E | 0.56             | 0.50                | 0.20       | 0.05       | 0.00         |
| 25 | Little Astove   | '                     | cai   | 09° 41′ 47″ S, 47° 33′ 00″ E / 9.69639°S,47.55000°E | 0.22             | 0.19                | 0.06       | 0.04       | 0.00         |
| 26 |                 | '                     | cai   | 09° 40′ 16″ S, 47° 33′ 42″ E / 9.67111°S,47.56167°E | 0.03             | 0.08                | 0.03       | 0.01       | 0.00         |
|    | Atol Cosmoledo  |                       | Atol  | 09° 43′ S, 47° 35′ E / 9.717°S,47.583°E             | 513.00           | 10                  |            |            |              |

El pas del Sud-est està entre l'illa Pagoda i l'illa Wizard. La costa oest de Menai és de sorra. Johannes Point, a l'extrem nord-oest de l'illa, és destacat. El poble abandonat està situat en aquest punt.

## Dades demogràfiques
Menai poble té un gran cementiri. El poble va ser abandonat l'any 1992.

## Administració
L'illa pertany al Districte de les Illes Exteriors.

## La Flora i la Fauna
Cosmoledo és un Important Bird Area i té les més grans colònies de les tres espècies de sula que es cria a Seychelles. L'atol té l'última població viable de mascarell bru, que cria principalment a l'illa South, amb uns quants també a l'illa West-North. També té la població més gran de l'Oceà Índic de mascarell cama-roig censat per l'Island Conservation Society com d'uns 15.000 parells. L'explotació ha acabat amb el fregata ariel i gairebé s'ha fet el mateix amb la fregata gran, que s'ha reduït a només 15 parelles en comparació amb centenars de parells en la dècada de 1970. Malgrat això, centenars de fregates d'ambdues espècies es poden veure, però són probablement d'Aldabra. La fregata ariel també criava anteriorment, però ara s'hauria extingit. Cosmoledo també té la colònia més gran a les Seychelles de xatrac fosc que cria a l'extrem nord de l'illa Wizard. Els segons, només després d' Aldabra, són els exemplars existents de cria cuajonc de cua roja, xatrac de Sumatra i xatrac crestat.
La llacuna és una important font d'alimentació per aus migratories, amb crancs dromes i picaplatges com a més comuns. Hi ha tres races endèmiques d'aus: el Ull blanc de Madagascar (cursa menaiensis), el suimanga (cursa buchenorum) i d'una forma particular de tortuga colom de Madagascar (Nesoenas picturata). La cistícola de Madagascar també és comú i hi ha alguns corbs blancs i negres.
La flora és similar a la d'Aldabra, amb menys espècies, però incloent diverses plantes endèmiques del grup. Com a Aldabra hi ha zones de manglars, especialment a la llacuna al costat de Menai. Els cocos són comuns només a Menai, on se'n van plantar molts.
Les sargantanes inclouen la Bouton de pell d'ull de serp i la sargantana de Madagascar, la darrera no es troba en cap altre lloc a Seychelles. La tortuga verda fa nius en gran nombre, malgrat dècades d'explotació en el passat i la caça furtiva en el present. Els esculls són espectaculars i ofereix alguns dels millors punts de busseig a Seychelles.
La Island Conservation Society ha dut a terme la conservació i la rehabilitació a l'atol, incloent-hi l'erradicació d'espècies introduïdes com rates i gats en diverses illes.

## Turisme
Hi ha creuers per pesca amb mosca a l'atol de forma regular. La IDC ha proposat un pla per a un eco-resort amb prop de 20 habitacions per a ser construït a Menai el 2019.

## Galeria d'imatges

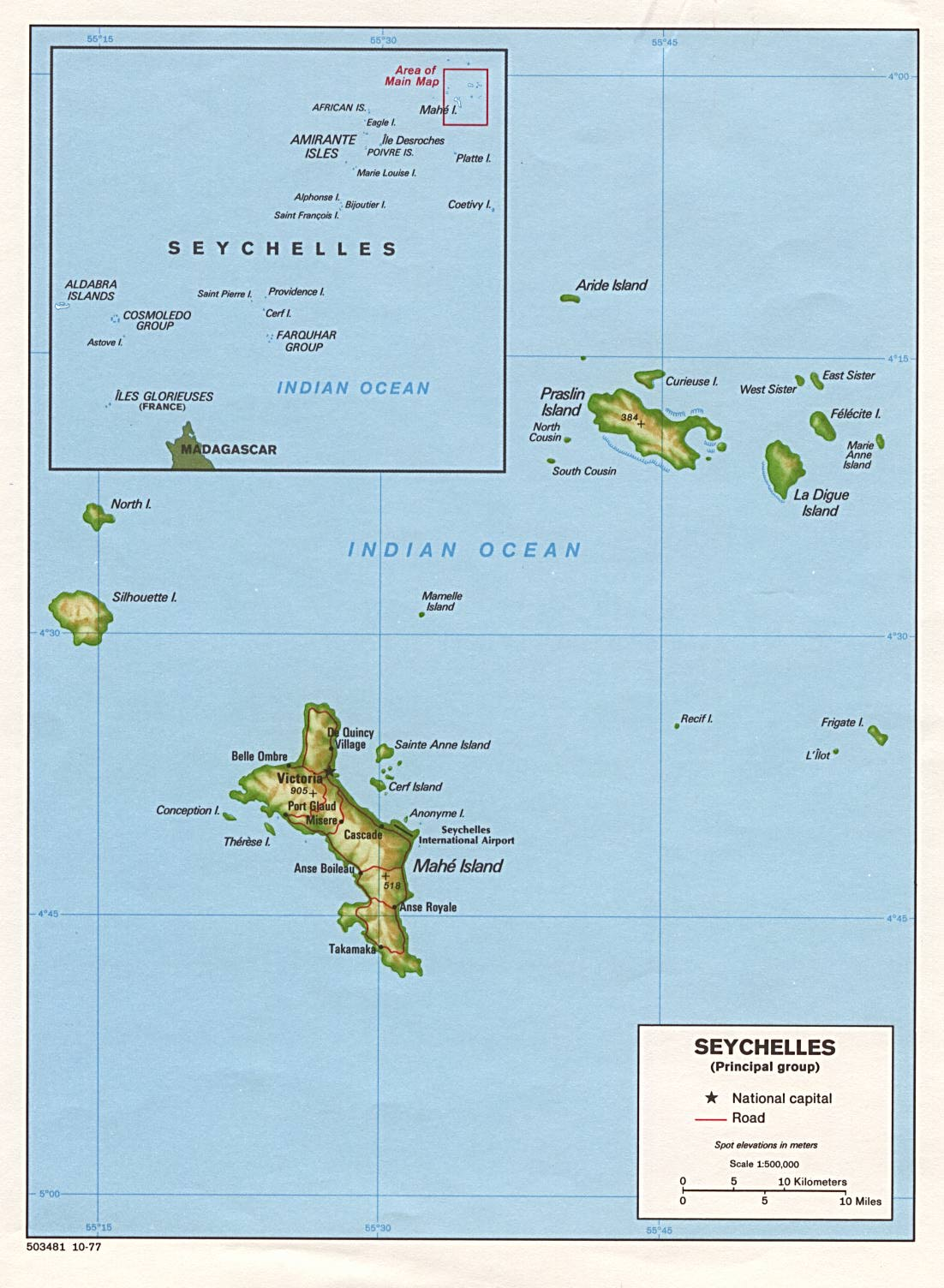
Mapa general
Mapa del Districte
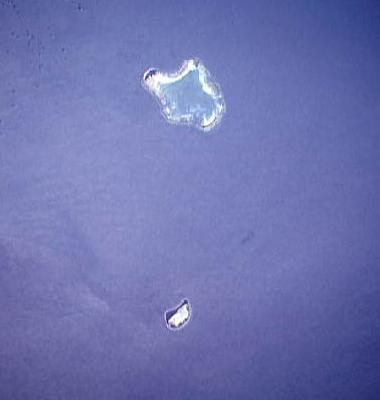
Cosmoledo i l'illa Astove
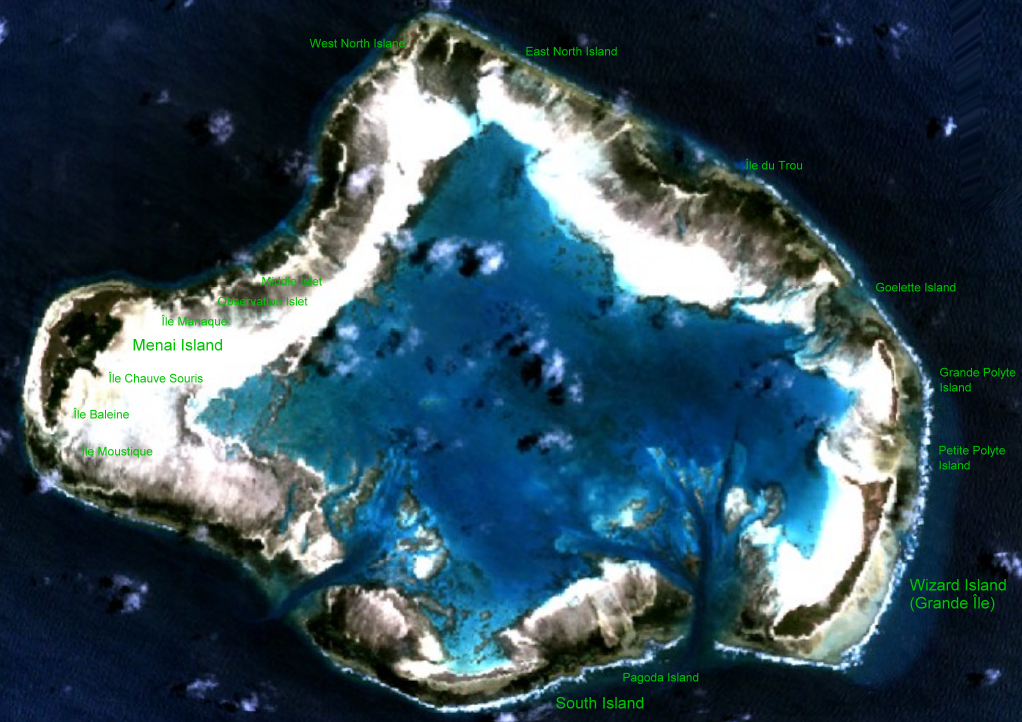
Mapa dels canals
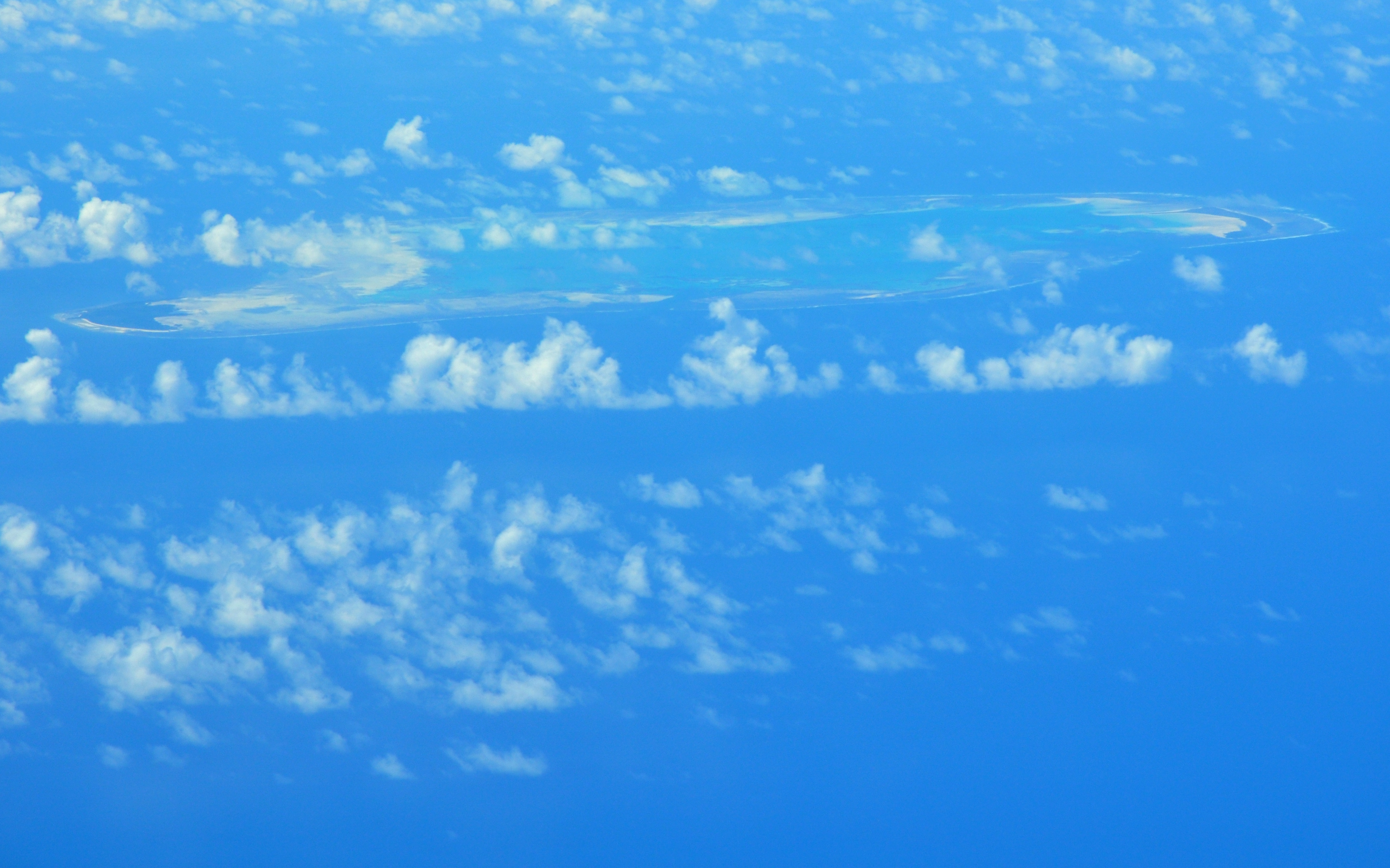
Cosmoledo des de l'avió